# موریس بنیوفسکی
کنت موریس بنیوفسکی دی بنیو ات اوربانو (Count Maurice Benyovszky de Benyó et Urbanó) (زادهٔ ۲۰ سپتامبر ۱۷۴۶ – درگذشتهٔ ۲۴ مه ۱۷۸۶)،‏ افسر مشهور ارتش، ماجراجو و نویسندهٔ اهل پادشاهی مجارستان بود که خود را هم مجارستانی و هم لهستانی می‌دانست. او در مجارستان، لهستان و اسلواکی یک قهرمان ملی محسوب می‌شود.
بنیوفسکی در وربوه، پادشاهی مجارستان (وربوه امروزی در اسلواکی) چشم به جهان گشود و رشد یافت. او در سال ۱۷۶۹ هنگام جنگ در جبههٔ ارتش لهستان تحت فرمان کنفدراسیون بار، توسط روس‌ها دستگیر و به شبه جزیرهٔ کامچاتکا تبعید شد. او متعاقباً فرار کرد و از راه ماکائو و موریس به اروپا بازگشت و در نهایت به فرانسه رسید. وی در سال ۱۹۷۳، با دولت فرانسه به توافق رسید تا یک پُست تجاری در ماداگاسکار راه‌اندازی کند. پس از مواجه با مشکلات بارز در آب و هوا، زمین منطقه و بومیان ساکالاوا، وی در سال ۱۷۷۶ پُست تجاری را رها کرد.
بنیوفسکی پس از آن به اروپا بازگشت و در ارتش اتریش به جنگ با سلسلهٔ باواریا اعزام شد. پس از آن که در فیومه (رییکای امروزی) خطر کرد و شکست خورد، به آمریکا سفر نمود و پشتوانهٔ مالی لازم برای دومین سفر دریایی خود به ماداگاسکار را تأمین کرد. دولت فرانسوی موریس تعدادی نیروی مسلح برای خاتمه دادن به عملیات او فرستاد و بنیوفسکی در مه ۱۷۸۶ کشته شد.
پس از مرگ وی گزارش عمدتاً خیالی از ماجراجویی‌های او تحت عنوان خاطرات و سفرهای موریس آگوستوس کنت د بنیوفسکی در سال ۱۷۹۰ در دو جلد با موفقیت زیاد منتشر شد.

## زندگی‌نامه
خاطرات زندگی‌نامهٔ بنیوفسکی در سال ۱۷۹۰ منجر به ادعاهای زیادی دربارهٔ زندگی او شد. منتقدان از سال ۱۷۹۰ به بعد نشان دادند که بخش زیادی از آن اشتباه است یا به شدت زیر سؤال می‌رود. نخستین اظهارات او در مورد آن که او به جای ۱۷۴۶ متولد ۱۷۴۱ است، تاریخ تولدی که او را مجاز به شرکت در جنگ هفت ساله با سمت ستوان و داشتن تحصیلات هوانوردی می-کند، کمترین اهمیت را دارد. تنها بخش‌های حقیقی این گزارش زندگی‌نامه قسمت‌هایی هستند که مورد تأیید دیگر منابع می‌باشند (و یا هنوز می‌توانند باشند). لازم است ذکر شود که گرچه بنیوفسکی آزادانه از عناوین کنت و بارون در خاطرات یا مکاتبات خود استفاده می‌کرد ولی هرگز یک بارون نبوده (مادرش دختر یک بارون بود) و تنها در سال ۱۷۷۸ عنوان کنت را کسب کرده‌است.

### اوایل زندگی
موریس بنیوفسکی در ۲۰ سپتامبر ۱۷۴۶ در وربوه (وربوه کنونی در نزدیکی ترناوا، اسلواکی) چشم به جهان گشود. او با نام ماتیوس موریس میکال فرانسیسکو سرافینوس غسل تعمید داده شد. نام اضافه شدهٔ آگوستوس (آگوست) نیز ممکن است ذکر شود، ولی در نام تعمیدی ثبت شدهٔ او به‌طور واضح وجود ندارد.
موریس فرزند ساموئل بنیوفسکی بود که اهل بخش توروک (توریک امروزی در اسلواکی) در پادشاهی مجارستان بود و گفته می-شود که به عنوان سرهنگ در سواره نظام ارتش اتریش خدمت می‌کرد. مادرش روزالیا روای دختر یک بارون از خانوادهٔ مجارستانی اصیل روای بود. او دختر نوهٔ پیتر روای و دختر کنت بولدیزسر روای د اسکلابینا بود. او به هنگام ازدواج با ساموئل بنیوفسکی، بیوهٔ یک ارتشبد (یوزف پستوارمگی، درگذشتهٔ ۱۷۴۳) بود.
موریس نخستین فرزند از چهار فرزند ساموئل و روزالیا بود: او یک خواهر به نام مارتا و دو برادر به نام‌های فرنس (زادهٔ ۱۷۵۳-؟) و امانوئل (زادهٔ ۱۷۵۵ – درگذشتهٔ ۱۷۹۹) داشت. هر دو برادر شغل‌های نظامی را دنبال کردند. او همچنین سه خواهرخوانده و یک برادرخوانده نیز داشت که حاصل ازدواج پیشین روزالیا بودند. ترزیا (زادهٔ ۱۷۳۵ – درگذشتهٔ ۱۷۶۳)، آنا (زادهٔ قبل از ۱۷۴۳)، بوربالا (زادهٔ ۱۷۴۰) و پیتر (زادهٔ ۱۷۴۳).
موریس دوران کودکی خود را در عمارت بنیوفسکی در وربوه گذراند و از سال ۱۷۵۹ تا ۱۷۶۰ در کالج پیاریست سنت جورج (سوتی یور امروزی) در حومهٔ پرسبورگ (براتیسلاوا) تحصیل کرد. هنگامی که والدینش در سال ۱۷۶۰ از دنیا رفتند، خانه و املاک‌شان مورد دعوای قضایی دو دستهٔ فرزندان شد.

### ازدواج و خدمت ارتش
بنیوفسکی در سال ۱۷۶۵، ملک مادرش را در هروسو (هروسوف امروزی) در نزدیکی وربوه که قانوناً به یکی از برادرخوانده‌هایش به ارث رسیده بود، اشغال کرد. این کار وی باعث شد که خانوادهٔ مادری‌اش شکایتی علیه او ترتیب دهند و او برای محاکمه در نیترا (نیترای امروزی) فراخوانده شود. پیش از اعلام نتیجهٔ محاکمه، او به لهستان نزد عموی خود، یان تیبور بنیوفسکی د بنیو که یک نجیب‌زادهٔ لهستانی بود، فرار نمود. این کار او نقض حکم قانونی ممنوعیت خروج از کشور بود.
بنیوفسکی در ژوئیه ۱۷۶۸ در زپسزمبات (اسپیسکاسوبوتای امروزی) در حومهٔ پوپراد (پوپراد امروزی) به جرم اقدام جهت سازماندهی جنگجویان غیرنظامی کنفدراسیون بار، در منزل یک قصاب آلمانی به نام هونش دستگیر شد. وی مدت کوتاهی پس از دستگیری به‌طور موقت در نزدیکی قلعهٔ ستارا لوبونیا زندانی شد. تقریباً در همین دوره با دختر آن قصاب، آنا زوسانا هونش (زادهٔ ۱۷۵۰ – درگذشتهٔ ۱۸۲۶) ازدواج کرد. نتیجهٔ این ازدواج فرزندی به نام ساموئل بود که در ۹ دسامبر ۱۷۶۸ (متولد پوپراد، درگذشتهٔ ۲۲ سپتامبر ۱۷۷۲) چشم به جهان گشود.
مدتی بعد سه فرزند دیگر از این ازدواج حاصل شدند: چارلز موریس لوئیس آگوستوس (زادهٔ قبل از ۱۷۷۴-؟ در ماداگاسکار– درگذشتهٔ ۱۱ ژوئیه ۱۷۷۴)، روزا (زادهٔ قبل از یک ژانویه ۱۷۷۹ در بشکو، مجارستان–درگذشتهٔ ۲۶ اکتبر در ویزکا، مجارستان ۱۸۱۶) و سوفیا (زادهٔ پس از ۱۷۷۹).

### اسیر جنگی در سیبری
این بخش از زندگی بنیوفسکی تنها توسط خود او در زندگی‌نامه‌اش ثبت شده‌است. هیچ مدرکی از چگونگی زندگی او در بازهٔ زمانی میان ژوئیه ۱۷۶۸ تا سپتامبر ۱۷۷۰ وجود ندارد.
او در ژوئیهٔ ۱۷۶۸ با هدف پیوستن به نیروهای میهن‌پرست مشترک‌المنافع لهستان و لیتوانی به لهستان سفر کرد. این نیروها جبههٔ مقاومت در کنفدراسیون بار (کنفدراسیون بارسکا) را سازمان‌دهی کرده و حرکت شورشی علیه پادشاه لهستان، استانیسواو آگوست پونیاتوفسکی که به تازگی توسط روس‌ها روی کار آمده بود را ترتیب دادند. او در آوریل ۱۷۶۹ در نزدیکی ترنوپیل در اوکراین توسط نیروهای روسی دستگیر و در شهری به نام پولونه زندانی شد. پس از آن در ژوئیه به کیف و در نهایت در سپتامبر به کازان منتقل شد. تلاش برای فرار از کازان او را در نوامبر به سنت پترزبورگ کشاند، جاییکه او دوباره دستگیر شده و به عنوان زندانی به شرق دور در سیبری فرستاده شد. او در سپتامبر سال ۱۷۷۰ به همراه چند تبعیدی و زندانی دیگر-مهمترین آنها آگوست وینبلاد سوئدی و افسران ارتش روسیه به نام‌های واسیلی پانوف، آسف باتورین و ایپولیت استپانوف که همگی آنان نقش مهمی در زندگی بنیوفسکی در دو سال آینده‌اش داشتند، به بولشرتسک، پایتخت اداری آن دورهٔ کامچاتکا، فرستاده شدند.

### اروپا و آمریکا
بنیوفسکی پس از ترک ماداگاسکار در آوریل ۱۷۷۷ به فرانسه بازگشت. او موفق به کسب یک مدال (نشان سنت لوئیس) و مقادیر قابل توجهی پول به عنوان بازپرداخت، لابی با وزرا برای پول بیشتر و منابعی برای یک برنامهٔ پیشرفت متفاوت برای ماداگاسکار، شد.
در سپتامبر ۱۷۸۳، بنیوفسکی همچنین سندی به امضای امپراتور یوزف دوم اتریش به دست آورد که حمایت اتریش را به بنیوفسکی برای استثمار و دولت ماداگاسکار می‌داد.

### دومین هیئت اعزامی به ماداگاسکار
در آوریل ۱۷۸۴، بنیوفسکی و تعدادی از شرکای تجاری به آمریکا رفته و در آنجا قراردادی با دو تاجر بالتیموری به نام زولیکوفر و میسونیر بست.
در ژانویهٔ ۱۷۸۶، گزارش شد که بنیوفسکی زنده است و در آنگونستی (نزدیک اموهیترالانانای دنیای امروز) مشغول به کار است. بنیوفسکی در ۲۳ یا ۲۴ مه سال ۱۷۸۶ توسط این نیروها محاصره و کشته و در محل اردوگاهش به خاک سپرده شد.
گازتا وارشاسکا، روزنامهٔ ورشو در نسخهٔ ۱ دسامبر ۱۷۸۷ خود، گزارش داد که دفعات متعددی گفته شده بود که کشته شده، در آن زمان در وین بود و قبل از آن نیز در استانبول حضور داشت. به هر حال، به سبب آنکه هیچ گزارش دیگری مبنی بر زنده بودن بنیوفسکی وجود نداشت، این گزارش احتمال زیاد یک شایعهٔ اشتباه یا سوءتفاهم بوده‌است.

## میراث
بسیاری از فعالیت‌هایی که بنیوفسکی ادعا کرده در لهستان، کامچاتکا، ژاپن، فورموسا و ماداگاسکار انجام داده، در بهترین حالت می‌توان گفت قابل بحث است. ولی در هر صورت هیچ اثر به جا مانده‌ای در تاریخ جنگ، اکتشاف یا استعمار وجود ندارد. میراث او عمدتاً در خودزندگی‌نامهٔ او (خاطرات و سفرهای موریس آگوستوس کنت دو بنیوفسکی) بیان شده که در سال ۱۷۹۰ و در دو نسخه توسط دوستان ماژلان به انتشار رسیده‌است.
او همچنان در مجارستان، اسلواکی و لهستان به عنوان یک قهرمان ملی بسیار مشهور است. یک سازمان دوستی مجارستانی–ماداگاسکاری پیوند میان بنیوفسکی و ماداگاسکار را ترویج می‌دهد. همچنین کنفرانس و ملاقات‌هایی ترتیب داده و وب‌سایت را ایجاد کرده‌اند که به تجلیل از زندگی بنیوفسکی اختصاص دارد.